# Équipe de Suède olympique de football
Maillots
L'équipe de Suède olympique de football  représente la Suède dans les compétitions de football liées aux Jeux olympiques d'été, où sont conviés les joueurs de moins de 23 ans.

## Histoire

### Sélection A aux Jeux olympiques avant 1960
De sa première participation en 1908 à sa dernière en 1952, la sélection A de la Suède a participé à sept reprises aux Jeux olympiques, elle a remporté la médaille d'or en 1948 en disposant de la Yougoslavie en finale. La sélection a également remporté deux médailles de bronze en 1924 et 1952.

### La période 1960-1992
Avec des joueurs amateurs, la Suède participe aux Jeux olympiques de Séoul en 1988, l'équipe atteint les quarts de finale, les rencontres disputées à l'occasion de cette compétition ne sont pas reconnues comme des rencontres entre sélections A par la Fifa.

### Histoire depuis 1992
Depuis 1992 le tournoi est réservé aux équipes de moins de 23 ans. La Suède dispute à la première édition organisée sous ces conditions de sélection lors des Jeux olympiques de Barcelone. La Suède est membre du groupe C lors du premier tour, la sélection olympique fait ses débuts face au Paraguay à l'Estadi de Sarrià de Barcelone, les deux sélections font match nul (0-0), lors de la deuxième journée la sélection suédoise s'impose largement face au Maroc. Pourtant menée au score lors de l'ultime rencontre du premier tour, la Suède réussit à obtenir le match nul (1-1) contre la Corée du Sud pour obtenir la première place du groupe. La Suède s'incline en quart de finale au Camp Nou de Barcelone contre l'Australie.
La sélection des espoirs obtient sa qualification pour les Jeux olympiques 2016 de Rio de Janeiro en accédant au demi-finales de l'Euro espoirs 2015 avant de finalement remporter la compétition. Le tirage au sort place la sélection olympique suédoise dans le groupe B en compagnie de la Colombie, du Japon et du Nigeria. Elle termine dernière son groupe avec un match nul contre la Colombie lors du premier match (2-2) avant d'être battue à chaque fois sur le score de 0-1 contre le Nigeria et le Japon, synonyme d'élimination au 1er tour.

## Palmarès
- Vainqueur des Jeux olympiques en 1948.
- 3e en 1924 et 1952.

## Parcours lors des Jeux olympiques
Depuis les Jeux olympiques d'été de 1992, le tournoi est joué par des joueurs de moins de 23 ans .
| 1900 à 1904 | Non inscrite                                                  | Non inscrite                                                  | Non inscrite                                                  | Non inscrite                                                  | Non inscrite                                                  | Non inscrite                                                  | Non inscrite                                                  | Non inscrite                                                  |    |    |    |    |    |     |     |
| 1908        | Huitième de finale                                            | 4e                                                            | 2                                                             | 0                                                             | 0                                                             | 2                                                             | 1                                                             | 14                                                            |    |    |    |    |    |     |     |
| 1912        | 1er tour                                                      | 9e                                                            | 2                                                             | 0                                                             | 0                                                             | 2                                                             | 3                                                             | 5                                                             |    |    |    |    |    |     |     |
| 1920        | Quart de finale                                               | 6e                                                            | 3                                                             | 1                                                             | 0                                                             | 2                                                             | 14                                                            | 7                                                             |    |    |    |    |    |     |     |
| 1924        | Demi-finale                                                   | 3e                                                            | 5                                                             | 3                                                             | 1                                                             | 1                                                             | 18                                                            | 5                                                             |    |    |    |    |    |     |     |
| 1928        | Non inscrite                                                  | Non inscrite                                                  | Non inscrite                                                  | Non inscrite                                                  | Non inscrite                                                  | Non inscrite                                                  | Non inscrite                                                  | Non inscrite                                                  |    |    |    |    |    |     |     |
| 1936        | 1er tour                                                      | 14e                                                           | 1                                                             | 0                                                             | 0                                                             | 1                                                             | 2                                                             | 3                                                             |    |    |    |    |    |     |     |
| 1948        | Vainqueur                                                     | 1re                                                           | 4                                                             | 4                                                             | 0                                                             | 0                                                             | 22                                                            | 3                                                             |    |    |    |    |    |     |     |
| 1952        | Demi-finale                                                   | 3e                                                            | 4                                                             | 3                                                             | 0                                                             | 1                                                             | 9                                                             | 8                                                             |    |    |    |    |    |     |     |
| 1956        | Non qualifiée                                                 | Non qualifiée                                                 | Non qualifiée                                                 | Non qualifiée                                                 | Non qualifiée                                                 | Non qualifiée                                                 | Non qualifiée                                                 | Non qualifiée                                                 |    |    |    |    |    |     |     |
| 1960        | Non qualifiée                                                 | Non qualifiée                                                 | Non qualifiée                                                 | Non qualifiée                                                 | Non qualifiée                                                 | Non qualifiée                                                 | Non qualifiée                                                 | Non qualifiée                                                 |    |    |    |    |    |     |     |
| 1964        | Non qualifiée                                                 | Non qualifiée                                                 | Non qualifiée                                                 | Non qualifiée                                                 | Non qualifiée                                                 | Non qualifiée                                                 | Non qualifiée                                                 | Non qualifiée                                                 | 2  | 0  | 1  | 1  | 2  | 6   |     |
| 1968        | Non qualifiée                                                 | Non qualifiée                                                 | Non qualifiée                                                 | Non qualifiée                                                 | Non qualifiée                                                 | Non qualifiée                                                 | Non qualifiée                                                 | Non qualifiée                                                 |    |    |    |    |    |     |     |
| 1972        | Non qualifiée                                                 | Non qualifiée                                                 | Non qualifiée                                                 | Non qualifiée                                                 | Non qualifiée                                                 | Non qualifiée                                                 | Non qualifiée                                                 | Non qualifiée                                                 |    |    |    |    |    |     |     |
| 1976        | Non qualifiée                                                 | Non qualifiée                                                 | Non qualifiée                                                 | Non qualifiée                                                 | Non qualifiée                                                 | Non qualifiée                                                 | Non qualifiée                                                 | Non qualifiée                                                 |    |    |    |    |    |     |     |
| 1980        | Non qualifiée                                                 | Non qualifiée                                                 | Non qualifiée                                                 | Non qualifiée                                                 | Non qualifiée                                                 | Non qualifiée                                                 | Non qualifiée                                                 | Non qualifiée                                                 |    |    |    |    |    |     |     |
| 1984        | Non qualifiée                                                 | Non qualifiée                                                 | Non qualifiée                                                 | Non qualifiée                                                 | Non qualifiée                                                 | Non qualifiée                                                 | Non qualifiée                                                 | Non qualifiée                                                 |    |    |    |    |    |     |     |
| 1988        | Quart de finale                                               | 6e                                                            | 4                                                             | 2                                                             | 1                                                             | 1                                                             | 7                                                             | 5                                                             | 8  | 6  | 1  | 1  | 13 | 6   |     |
| 1992 -      | Compétitions disputées par les sélections des moins de 23 ans | Compétitions disputées par les sélections des moins de 23 ans | Compétitions disputées par les sélections des moins de 23 ans | Compétitions disputées par les sélections des moins de 23 ans | Compétitions disputées par les sélections des moins de 23 ans | Compétitions disputées par les sélections des moins de 23 ans | Compétitions disputées par les sélections des moins de 23 ans | Compétitions disputées par les sélections des moins de 23 ans |    |    |    |    |    |     |     |
| 1992        | Quart de finale                                               | 7e                                                            | 4                                                             | 1                                                             | 2                                                             | 1                                                             | 6                                                             | 3                                                             | 12 | 7  | 3  | 2  | 21 | 7   |     |
| 1996        | Non qualifiée                                                 | Non qualifiée                                                 | Non qualifiée                                                 | Non qualifiée                                                 | Non qualifiée                                                 | Non qualifiée                                                 | Non qualifiée                                                 | Non qualifiée                                                 | 8  | 5  | 1  | 2  | 15 | 4   |     |
| 2000        | Non qualifiée                                                 | Non qualifiée                                                 | Non qualifiée                                                 | Non qualifiée                                                 | Non qualifiée                                                 | Non qualifiée                                                 | Non qualifiée                                                 | Non qualifiée                                                 | 8  | 2  | 0  | 6  | 7  | 15  |     |
| 2004        | Non qualifiée                                                 | Non qualifiée                                                 | Non qualifiée                                                 | Non qualifiée                                                 | Non qualifiée                                                 | Non qualifiée                                                 | Non qualifiée                                                 | Non qualifiée                                                 | 15 | 8  | 4  | 3  | 31 | 21  |     |
| 2008        | Non qualifiée                                                 | Non qualifiée                                                 | Non qualifiée                                                 | Non qualifiée                                                 | Non qualifiée                                                 | Non qualifiée                                                 | Non qualifiée                                                 | Non qualifiée                                                 | 4  | 3  | 0  | 1  | 8  | 6   |     |
| 2012        | Non qualifiée                                                 | Non qualifiée                                                 | Non qualifiée                                                 | Non qualifiée                                                 | Non qualifiée                                                 | Non qualifiée                                                 | Non qualifiée                                                 | Non qualifiée                                                 | 10 | 6  | 2  | 2  | 17 | 10  |     |
| 2016        | 1er tour                                                      | 15e                                                           | 3                                                             | 0                                                             | 1                                                             | 2                                                             | 2                                                             | 4                                                             | 15 | 8  | 3  | 4  | 31 | 21  |     |
| 2021        | Non qualifiée                                                 |                                                               |                                                               |                                                               |                                                               |                                                               |                                                               |                                                               |    | 10 | 6  | 2  | 2  | 19  | 8   |
| 2024        | À venir                                                       |                                                               |                                                               |                                                               |                                                               |                                                               |                                                               |                                                               |    |    |    |    |    |     |     |
| Total       | 10/17                                                         | 1 titre                                                       | 32                                                            | 14                                                            | 5                                                             | 13                                                            | 84                                                            | 57                                                            |    | 92 | 51 | 17 | 24 | 164 | 104 |